# Orlando Aravena
Orlando Enrique Aravena Vergara (Talca, 21 ottobre 1942 – Santiago del Cile, 21 marzo 2024) è stato un allenatore di calcio cileno.

## Carriera
Guidò la Nazionale cilena per due volte, nel 1987 e tra il 1988 e il 1989, partecipando due volte alla Copa America.
Ricevette una squalifica di 5 anni dalla FIFA per il suo ruolo nella tentata truffa della nazionale cilena nelle qualificazioni alla Coppa del Mondo 1990, durante una partita contro il Brasile, nella quale il portiere Roberto Rojas venne ferito al volto con una lametta da barba nascosta nei guanti dopo essere stato colpito da un fumogeno lanciato dagli spalti dello stadio Maracanã di Rio de Janeiro, allo scopo di vincere la partita a tavolino.

## Palmarès

### Giocatore

#### Competizioni nazionali
- Coppa del Cile: 1

Dep. La Serena: 1960